# Бача при Модрею
Бача при Модрею (на словенски: Bača pri Modreju) е село в Словения, регион Горишка, община Толмин. Според Националната статистическа служба на Република Словения през 2015 г. селото има 129 жители.